# Territoriale Gliederung Kursachsens
Die Territoriale Gliederung Kursachsens beinhaltete bis 1806 sieben Verwaltungskreise und diverse weltliche und geistliche Territorialherrschaften. Seit 1527 wurde das Kurfürstentum Sachsen verwaltungsmäßig in zunächst vier Kreise gegliedert, die in  dazugehörige Ämter, unterteilt waren, um eine bessere administrative Kontrolle zu ermöglichen. Im Zuge des Schmalkaldischen Krieges (1546–1547) wurde 1553 im Naumburger Vertrag eine Neugliederung Sachsens beschlossen. Dabei fand eine Neuaufteilung des gesamten Kurfürstentums in sieben Kreise statt.
Dieser Artikel listet diese sieben sächsischen Kreise und Ämter sowie alle sonstigen Gebiete unter wettinischer Herrschaft beim Stand von 1806, vor der Rangerhebung zum Königreich Sachsen, auf.

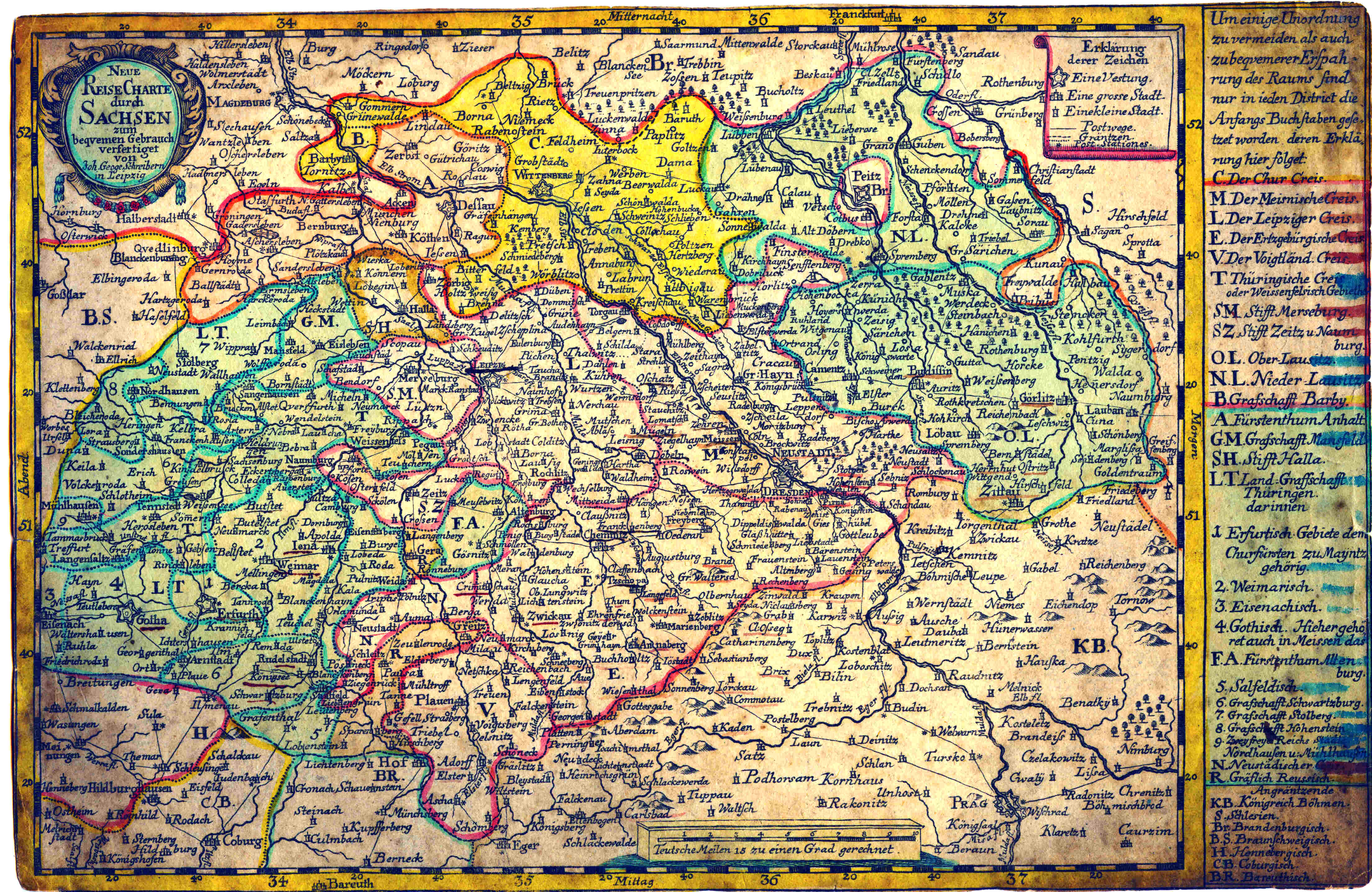
Kreise des Kurfürstentums Sachsen im 18. Jahrhundert

## Liste der Kreise und Ämter (Stand 1806)

### Kurkreis
Der Kurkreis ging aus dem Herzogtum Sachsen-Wittenberg und der Grafschaft Brehna hervor. Er bestand als Verwaltungseinheit bis 1815.
| Amt                   | Anmerkungen |
| --------------------- | --- |
| Kreisamt Wittenberg   | mit dem Amt Zahna und dem Amt Trebitz                                                                                              |
| Amt Belzig            | mit der Herrschaft Rabenstein (Fläming)                                                                                            |
| Amt Bitterfeld        | 1656/57 bis 1738 beim Herzogtum Sachsen-Merseburg, ursprünglich zur Grafschaft Brehna                                              |
| Amt Gräfenhainichen   | |
| Amt Seyda             | |
| Amt Schweinitz        | ursprünglich zur Grafschaft Brehna                                                                                                 |
| Amt Pretzsch          | |
| Amt Annaburg          | hieß bis 1573 "Amt Lochau" |
| Amt Schlieben         | ursprünglich zur Grafschaft Brehna                                                                                                 |
| Amt Liebenwerda       | ursprünglich zur Grafschaft Brehna                                                                                                 |
| Amt Gommern           | mit dem Amt Elbenau; ursprünglich zur Burggrafschaft Magdeburg, ab 1807 zum Königreich Westphalen                                  |
| Amt Walternienburg    | Teil der Grafschaft Barby, seit 1423 unter kursächsischer Lehnsoberhoheit, 1659 bis 1815 an die Fürsten von Anhalt verlehnt        |
| Grafschaft Barby      | seit 1423 unter kursächsischer Lehnsoberhoheit, 1659 bis 1746 beim Herzogtum Sachsen-Weißenfels, ab 1807 zum Königreich Westphalen |
| Herrschaft Baruth     | Obergericht |
| Herrschaft Sonnewalde | Obergericht |

### Thüringer Kreis
Der Thüringer Kreis ging 1547 in den Besitz der Albertiner über und bestand als Verwaltungseinheit bis 1815.
| Amt                                    | Anmerkungen                                                                                |
| -------------------------------------- | ------------------------------------------------------------------------------------------ |
| Kreisamt Tennstedt                     |                                                                                            |
| Amt Langensalza                        | von 1656/57 bis 1746 beim Herzogtum Sachsen-Weißenfels                                     |
| Amt Weißensee                          | von 1656/57 bis 1746 beim Herzogtum Sachsen-Weißenfels                                     |
| Amt Sachsenburg                        | von 1656/57 bis 1746 beim Herzogtum Sachsen-Weißenfels                                     |
| Amt Sangerhausen                       | von 1656/57 bis 1746 beim Herzogtum Sachsen-Weißenfels                                     |
| Amt Eckartsberga                       | von 1656/57 bis 1746 beim Herzogtum Sachsen-Weißenfels                                     |
| Schulamt Pforta                        |                                                                                            |
| Amt Freyburg                           | von 1656/57 bis 1746 beim Herzogtum Sachsen-Weißenfels                                     |
| Amt Weißenfels                         | von 1656/57 bis 1746 beim Herzogtum Sachsen-Weißenfels                                     |
| Amt Tautenburg                         | 1656/57 bis 1718 beim Herzogtum Sachsen-Zeitz                                              |
| Ganerbschaft Treffurt mit Vogtei Dorla | kursächsischer Anteil der Ganerbschaft, mit Kurmainz und Hessen-Kassel gemeinsam verwaltet |
| Ämter des Fürstentums Querfurt         | Amt Wendelstein, Amt Sittichenbach, Amt Querfurt, Amt Heldrungen, Amt Dahme, Amt Jüterbog  |

### Meißnischer Kreis
| Amt                      | Anmerkungen                                                 |
| ------------------------ | ----------------------------------------------------------- |
| Erb- und Kreisamt Meißen | mit 324 Dörfern                                             |
| Prokuraturamt Meißen     | mit 35 Dörfern, darunter den Tafelgütern des Bischofs       |
| Stiftsamt Meißen         | mit 22 Dörfern, dem Besitz des Domkapitels                  |
| Schulamt Meißen          | mit ca. 40 Dörfern, zum Unterhalt der Landesschule St. Afra |
| Amt Zadel                | kgl. Kammergut mit den Dörfern Diera, Nieschütz und Zadel   |
| Oberamt Dresden          | (143 Dörfer)                                                |
| Amt Dippoldiswalde       |                                                             |
| Amt Pirna                |                                                             |
| Amt Hohnstein            | mit dem Amt Lohmen                                          |
| Amt Stolpen              | 70 Dörfer                                                   |
| Amt Radeberg             | mit dem Amt Laußnitz                                        |
| Amt Moritzburg           |                                                             |
| Amt Hayn (Großenhain)    |                                                             |
| Amt Zabeltitz            | Karte des Amts Zabeltitz                                    |
| Amt Senftenberg          |                                                             |
| Amt Finsterwalde         | 1656/57 bis 1738 beim Herzogtum Sachsen-Merseburg           |
| Amt Mühlberg             |                                                             |
| Amt Oschatz              |                                                             |
| Amt Torgau               | mit dem Amt Belgern                                         |

### Leipziger Kreis
| Amt              | Anmerkungen                                                       |
| ---------------- | ----------------------------------------------------------------- |
| Kreisamt Leipzig | mit dem Amt Taucha                                                |
| Amt Döbeln       | kam 1558 zum Amt Leisnig                                          |
| Amt Düben        |                                                                   |
| Amt Eilenburg    |                                                                   |
| Amt Delitzsch    | 1656/57 bis 1738 beim Herzogtum Sachsen-Merseburg                 |
| Amt Zörbig       | 1656/57 bis 1738 beim Herzogtum Sachsen-Merseburg                 |
| Erbamt Grimma    | mit dem Amt Naunhof                                               |
| Schulamt Grimma  | Besitz der Fürstenschule Grimma                                   |
| Amt Mutzschen    |                                                                   |
| Amt Leisnig      | 1558 wurde das Amt Döbeln angegliedert                            |
| Amt Rochlitz     | mit der Herrschaft Kriebstein                                     |
| Amt Colditz      |                                                                   |
| Amt Borna        | 1698 bis 1722 an das Herzogtum Sachsen-Gotha-Altenburg verpfändet |
| Amt Pegau        | 1666 bis 1718 beim Herzogtum Sachsen-Zeitz                        |
| Amt Wurzen       | 1581 bis 1818 beim Stiftsamt Wurzen                               |
| Amt Mügeln       | 1581 bis 1818 beim Stiftsamt Wurzen                               |
| Amt Sornzig      | 1581 bis 1818 beim Stiftsamt Wurzen                               |

### Erzgebirgischer Kreis
| Amt                         | Anmerkungen                                                             |
| --------------------------- | ----------------------------------------------------------------------- |
| Kreisamt Freiberg           | mit der Herrschaft Ringethal (Exklave) und der Herrschaft Purschenstein |
| Amt Grillenburg             | mit Tharandt                                                            |
| Amt Altenberg               |                                                                         |
| Amt Frauenstein             |                                                                         |
| Amt Nossen                  |                                                                         |
| Amt Frankenberg-Sachsenburg | mit Frankenberg                                                         |
| Amt Chemnitz                | mit der Herrschaft Rabenstein und der Herrschaft Blankenau              |
| Amt Schellenberg            | (später Amt Augustusburg), mit der Herrschaft Lichtenwalde              |
| Amt Lauterstein             |                                                                         |
| Amt Wolkenstein             | mit Amt Rauenstein, Herrschaft Greifenstein und Herrschaft Weißbach     |
| Mühlenamt Annaberg          | nach 1794 zum Amt Wolkenstein                                           |
| Amt Stollberg               |                                                                         |
| Amt Grünhain                | mit dem Unteramt Schlettau                                              |
| Kreisamt Schwarzenberg      | mit dem Unteramt Crottendorf                                            |
| Amt Wiesenburg              |                                                                         |
| Herrschaft Wildenfels       | Obergericht, nach 1706 verwaltungsmäßig dem Amt Zwickau zugeordnet      |
| Amt Zwickau                 | mit Werdau                                                              |

### Vogtländischer Kreis
Der Vogtländische Kreis verblieb von 1656/57 bis 1718 beim Herzogtum Sachsen-Zeitz.
| Amt            | Anmerkungen                                      |
| -------------- | ------------------------------------------------ |
| Amt Plauen     |                                                  |
| Amt Pausa      | nach 1764 meist mit Amt Plauen gemeinsam erwähnt |
| Amt Voigtsberg |                                                  |

### Neustädter Kreis
Der Neustädter Kreis verblieb von 1656/57 bis 1718 beim Herzogtum Sachsen-Zeitz. Er bestand als Verwaltungseinheit bis 1815.
| Amt             | Anmerkungen                                       |
| --------------- | ------------------------------------------------- |
| Amt Arnshaugk   | mit Neustadt an der Orla                          |
| Amt Ziegenrück  | ab 1788 gemeinsam mit dem Amt Arnshaugk verwaltet |
| Amt Weida       |                                                   |
| Amt Mildenfurth | ab 1788 gemeinsam mit dem Amt Weida verwaltet     |

## Fürstentümer und Lehen
| sonstige Gebiete | Kreisgehörige Ämter |
| --- | --- |
| Hochstift Merseburg (1656/57 bis 1738 beim Herzogtum Sachsen-Merseburg)                                                                                        | - Amt Merseburg (auch "Küchenamt" genannt) - Amt Lauchstädt - Amt Lützen - Amt Schkeuditz - Amt Zwenkau |
| Hochstift Naumburg-Zeitz (1656/57 bis 1718 beim Herzogtum Sachsen-Zeitz)                                                                                       | - Stadt und Freiheit Naumburg - Amt Naumburg, bestehend aus den vereinigten Ämtern St. Georgen-Kloster, Schönburg und Saaleck - Amt Zeitz mit den Ämtern Breitingen und Krossen - Amt Haynsburg |
| Kollegiatstift Wurzen (1581–1818 Verwaltung durch das Stiftsamt Wurzen)                                                                                        | - Amt Wurzen - Amt Mügeln - Klosteramt Sornzig |
| Markgrafschaft Oberlausitz (mit den Sechsstädten) | - Bautzner Kreis/Eigenscher Kreis - Görlitzer Kreis/Queiskreis |
| Markgrafschaft Niederlausitz (1656/57 bis 1738 beim Herzogtum Sachsen-Merseburg)                                                                               | - Luckauischer Kreis mit Luckau - Gubenischer Kreis mit Guben - Krummspreeischer Kreis mit Lübben - Calauischer Kreis mit Calau - Sprembergischer Kreis mit Spremberg - Amt Dobrilugk |
| Schönburgische Landes- und Standesherrschaften (seit 1740 unter Oberherrschaft Kursachsens)                                                                    | - Fürstliche Linie Schönburg-Waldenburg: - Herrschaft Waldenburg (bis 1779 böhmisches Reichsafterlehen, dann sächsisches Reichsafterlehen) - Herrschaft Lichtenstein (bis 1779 böhmisches Reichsafterlehen, dann sächsisches Reichsafterlehen) - Grafschaft Hartenstein (ab 1559 nur noch die niedere Grafschaft) (seit 1439 sächsisches Reichsafterlehen) - Herrschaft Stein (seit der Trennung von Hartenstein 1701 eigenes sächsisches Reichsafterlehen) - Herrschaft Remse (Remissa) (seit 1543 kursächsisches Lehen) - Grundherrschaft Tirschheim (kursächsisches Lehen) - Grundherrschaft Ziegelheim (kursächsisches Lehen) - gräfliche Linie zu Rochsburg und Hinterglauchau: - Herrschaft Rochsburg (seit 1548 kursächsisches Lehen) - Herrschaft Hinterglauchau (bis 1779 böhmisches Lehen, dann sächsisches Reichsafterlehen) - gräfliche Linie zu Penig-Penig: - Herrschaft Penig (seit 1543 kursächsisches Lehen) - Herrschaft Wechselburg (seit 1543 kursächsisches Lehen) - Herrschaft Vorderglauchau (bis 1779 böhmisches Reichsafterlehen, dann sächsisches Reichsafterlehen) |
| Grafschaft Stolberg-Stolberg (seit 1737 unter Oberherrschaft Kursachsens)                                                                                      | - Amt Stolberg - Amt Hayn |
| Grafschaft Stolberg-Roßla (seit 1738 unter Oberherrschaft Kursachsens)                                                                                         | - Amt Roßla - Amt Questenberg - Amt Utrungen - Amt Wolfsberg - Amt Ebersburg |
| Ämter in gemeinsamen Besitz der Grafschaft Stolberg-Roßla und des Fürstentums Schwarzburg-Rudolstadt (unter Oberherrschaft Kursachsens)                        | - Amt Kelbra - Amt Heringen |
| Ämter des Fürstentums Schwarzburg-Sondershausen (unter Oberherrschaft Kursachsens)                                                                             | - Amt Ebeleben |
| der kursächsische Anteil an der gefürsteten Grafschaft Henneberg (seit 1583 5/12 unter Oberherrschaft Kursachsens, 1660 bis 1718 beim Herzogtum Sachsen-Zeitz) | - Amt Schleusingen - Amt Suhl - Amt Kühndorf mit Benshausen |
| der kursächsische Anteil an der Ganerbschaft Treffurt und der Vogtei Dorla                                                                                     | ganerbschaftliche Verwaltung mit Kurmainz und Hessen-Kassel |
| der kursächsische Anteil an der Grafschaft Mansfeld (seit 1579 3/5 unter Landeshoheit Kursachsens)                                                             | |